# John Ebsen
John Bohn Ebsen Kronborg (Holstebro, 15 november 1988) is een Deens wielrenner die anno 2018 rijdt voor Forca Amskins Racing.

## Overwinningen
2012
Bergklassement Ronde van Thailand
4e etappe Ronde van Singkarak
2013
3e etappe Ronde van Oost-Java
2017
Bergklassement Ronde van Langkawi

## Ploegen
- 2012 –  CCN Cycling Team (vanaf 1-6)
- 2013 –  Synergy Baku Cycling Project
- 2014 –  CCN Cycling Team
- 2015 –  Androni Giocattoli-Sidermec
- 2016 –  ONE Pro Cycling
- 2017 –  Infinite AIS Cycling Team (tot 30-6)
- 2018 –  Forca Amskins Racing

Awang · Azmi · Bakdo · Benson · M.I. Bin Abdullah Aziz · M.R. Bin Abdullah Aziz · Bin Ajab · Bin Kamal · Ebsen · Gitelis · Johor · Nederlof · Rodgers · Scholz · Smith · Surawadi
Cəbrayılov · Clarke · Craven · Ebsen · Huseby · İsgəndərov · İsmayılov · Əsədov · Lane · Manan · McConvey · Mustafayev · Nağıyev · Pozdnijakov · Rogers · Schweizer · Soeroetkovytsj · Hüseynzadə (stagiair)
Abraham · Azmi · Christie · Ebsen · Fitrianto · Gitelis · Hairolrani · Hj Johor · Lim · Mastani · Nederlof · Phounsavath · Van Uden · Wang
Appollonio · Bandiera · Benfatto · Chicchi · Dall'Antonia · Ebsen · Frapporti · Gálviz · Gatto · Giménez · Godoy · Nardin · Padour · Pellizotti · Rodríguez · Sella · Stortoni · Taborre · Taliani · Tvetcov · Zilioli · Zordan · Barbero (stagiair) · Viel (stagiair) · Viola (stagiair)
Barker · Baylis · Białobłocki · Domagalski · Ebsen · Goss · Handley · Harper · House · Hunt · Lander · McCormick · Mortensen · O'Shea · Opie · Oram · Smith · Von Hoff · P.Williams · S.Williams
Abdul Hamid · Duarte · Ebsen · Hamdan · Manan · Mat Senan · Mohammed Bakri · Rusli · Zulkifle